# Crochet (architecture)
Pour les articles homonymes, voir crochet.

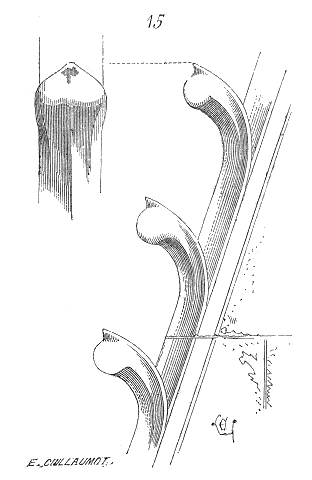
Crochets sur les arêtes des pinacles du chœur de la cathédrale de Beauvais.

Un crochet, appelé aussi crosse végétale ou plus simplement crosse, est un ornement saillant en pierre sculptée, recourbé à son extrémité, et qui s'enroule comme un bourgeon de feuillage, typique de l'architecture médiévale. On le trouve fréquemment sur les flèches des églises méridionales, sur les rampants des frontons, les frises, les corniches, les pinacles.
Dans le gothique flamboyant, les feuilles qui le composent sont des feuilles de chardon, de passiflore, de chou frisé, de persil ou de géranium.

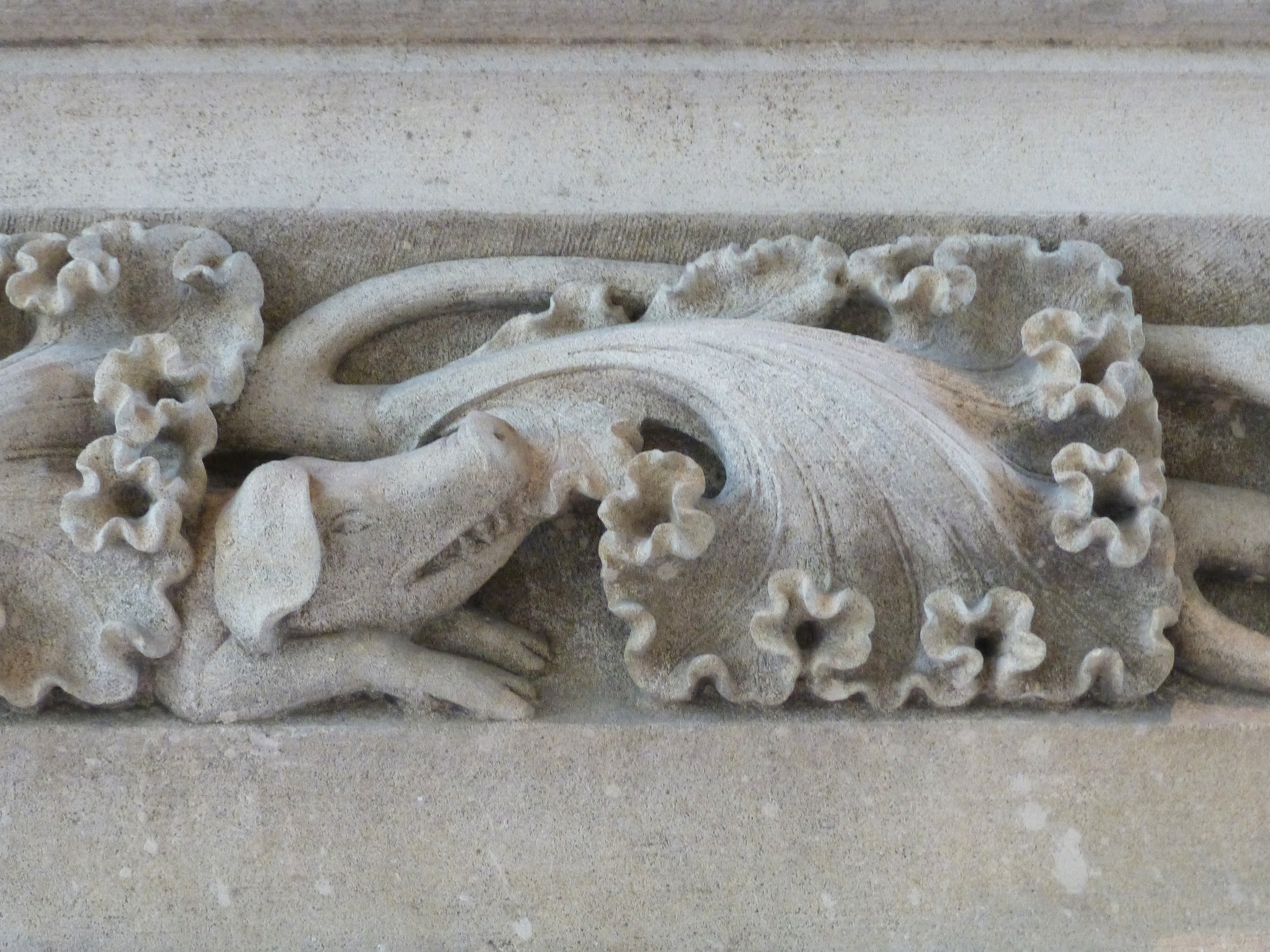
Choux frisés.